# Marcus Hurley
Marcus Latimer Hurley (22 de dezembro de 1883 — 28 de março de 1941) foi um ciclista norte-americano que competiu no ciclismo nos Jogos Olímpicos de Verão de 1904, representando os Estados Unidos, onde ganhou quatro medalhas de ouro e uma de bronze na corrida de duas milhas.